# Saw
För andra betydelser, se Saw (olika betydelser).
Saw är en amerikansk-australiensisk skräckfilm/thriller från 2004, regisserad av James Wan och skriven av Leigh Whannell. I huvudrollerna syns Cary Elwes, Danny Glover, Monica Potter, Michael Emerson, Ken Leung, Leigh Whannell och Tobin Bell. Filmen är en omarbetning av kortfilmen Saw från 2003 och är den första av de sju filmerna i serien Saw.
Filmen kretsar kring Adam (Whannell) och Lawrence (Elwes), två män som vaknar kidnappade och fastkedjade i ett förfallet badrum. De båda männen får instruktioner via ett kassettband – den ena av dem får berättat att han måste fly från badrummet, medan den andra blir tillsagd att döda den andra mannen inom en viss tid, annars kommer hans familj att dö. Dessa är de "regler" i det "spel" de är med i. Samtidigt försöker kriminalare att utreda och gripa hjärnan bakom detta "spel". 
Manuskriptet skrevs 2001, men efter att ha misslyckats att få manuset producerat i Wan och Whannells hemland, Australien, reste de båda till Los Angeles. För att få producenters uppmärksamhet filmade de en lågbudgeterad kortfilm baserat på en scen ur manuset. Detta var ett lyckat drag då producenter från Evolution Entertainment visade intresse och samtidigt bildade produktionsbolaget Twisted Pictures. Filmen fick en låg budget och filmades under 18 dagar. Filmen visades för första gången den 19 januari 2004, på Sundance Film Festival och fick positiva recensioner. Senare visades den vid Toronto International Film Festival den 18 september 2004, och hade därefter biopremiär i USA den 29 oktober 2004. Filmen fick ett blandat mottagande från filmkritiker. Filmen har totalt sett tjänat in över 103 miljoner dollar och var, vid tidpunkten, en av de mest lönsamma skräckfilmerna sedan Scream gavs ut 1996. Filmens framgångar gjorde att en uppföljare fick klartecken strax efter premiären. 

## Handling
Två män, fotografen Adam Stanheight och Dr. Lawrence Gordon, en onkolog, vaknar upp på varsin sida i ett smutsigt badrum, Adam i ett vattenfyllt badkar. Båda två är fastkedjade vid fotleden till rör och mellan dem ligger ett lik i en liten blodpöl, med en bandspelare i ena handen och en revolver i den andra. Adam och Lawrence upptäcker att de har varsitt kassettband i sina fickor; på banden får de reda på att Adam måste fly från rummet medan Lawrence måste döda Adam före klockan sex, annars kommer han att förlora sin fru och dotter och samtidigt själv bli lämnad kvar att dö. De hittar en påse som innehåller två bågfilar, ingen av dem lyckas dock såga igenom kedjorna. Adams bågfil går sönder och i frustration kastar han den på en spegel samtidigt som Lawrence inser att bågfilarna är avsedda att användas på deras fötter.
Lawrence berättar för Adam att deras kidnappare är Jigsaw; han dödar aldrig någon, han sätter istället sina offer i situationer eller fällor, som han kallar "spel", där de måste gå igenom fysisk och/eller psykisk tortyr för att överleva och fly med en bättre uppskattning för livet. Tillbakablickar visar att medan Lawrence pratade med några studenter och ett sjukvårdsbiträde vid namn Zep Hindle om obotlig hjärncancer på en man vid namn John Kramer, blev han kontaktad av kriminalarna David Tapp och Steven Sing om att hans ficklampa upptäcks på platsen vid ett av Jigsaws "spel". Lawrence närvarade vid ett vittnesmål av Amanda Young, en heroinist, som är den enda kända överlevande från Jigsaws alla "spel"; hon undkom knappt från att få sin käke utsliten under sitt "test" med en "omvänd björnfälla" och hon tror att hennes erfarenhet gjort henne till en bättre människa. Andra offer för Jigsaws spel är Paul, som blev instängd i en bur fylld med taggtråd, och Mark, som blev instängd i ett rum med brännbart ämne över hela kroppen och med ett ljus som skulle hjälpa honom att läsa väggarna som var täckta med nummer som gömde en kod till ett kassaskåp. En av kriminalarna avslöjade att Jigsaw ofta såg på medan hans offer dog - han "tyckte om att boka plats på första parkett till sina egna sjuka lilla spel".
Samtidigt hålls Lawrences hustru och dotter, Alison och Diana, fångna i sitt hem av en man som också håller koll på Adam och Lawrence genom en kamera bakom badrumsspegeln, som Adam hade sönder, medan han hotar Alison och Diana. Samtidigt bevakas deras hus av Tapp, som just blivit avstängd från polisstyrkan. Tillbakablickar visar att han blev besatt av Jigsawfallet efter att ha sett Amandas vittnesmål och att han och Sing illegalt tagit sig in i ett lagerutrymme som de visste var Jigsaws tillhåll, där de räddade en man från att dödas av borrar som var riktade mot mannens hals. Jigsaw lyckades fly efter att ha skurit Tapp i strupen, och Sing dödades av ett försåtminerat hagelgevär då han jagade Jigsaw. Efter att ha blivit avstängd började Tapp spionera på Lawrence.
I badrummet hittar Lawrence en mobiltelefon som dock bara kan ta emot samtal, samt en cigarett och en tändare. Lawrence och Adam använde sig av de sistnämnda sakerna för att försöka iscensätta Adams död, men en elektrisk stöt genom Adams kedja förstörde dock denna plan. Kort efter dessa händelser mindes både Adam och Lawrence sina kidnappningar; de slogs båda två medvetslösa i ett bakhåll av någon som bar en hemsk grismask. Lawrence får ett samtal från Alison, som varnar honom att Adam vet mer än han talar om. Adam berättar att han fått betalt av Tapp för att ta bilder på Lawrence, och visar Lawrence en hög med bilder på honom från påsen som innehöll bågfilarna. Lawrence skäller sedan på Adam för att ha invaderat hans privatliv, medan Adam visar upp bevis för Lawrence om att han varit otrogen mot Alison. Kort därefter uppmärksammar Adam, på en av bilderna han tagit, en man i Lawrences hus; Lawrence identifierar mannen som Zep Hindle, och de två drar slutsatsen att Zep är deras kidnappare. Adam påpekar därefter att klockan är sex och att tiden är ute. Zep försöker döda Alison, men hon lyckas övermanna Zep och samtidigt få Tapps uppmärksamhet. Tapp anländer i tid för att rädda Alison och Diana från Zep, och jagar Zep till ett par kloaker.
Lawrence, som endast hört skottlossning och skrikande, får en stöt genom kedjan och tappar telefonen utom räckhåll, i desperation sågar han av sig foten och skjuter Adam. Zep, som skjutit Tapp under jakten, tar sig in i badrummet med uppsåt att döda Lawrence, men attackeras av Adam (vars skottskada inte hade dödlig utgång) och misshandlas till döds med en toalettlock. Samtidigt som Lawrence kryper iväg, med löftet att återvända med hjälp, söker Adam igenom Zeps kläder för en nyckel men hittar ännu ett kassettband. Han får veta att Zep var ett annat offer för "spelet", och att Zep följde reglerna för att få ett motgift för ett gift som långsamt spred sig i sin kropp. Medan han lyssnar på bandet reser sig liket, som visar sig vara John Kramer - den verkliga Jigsaw. Han berättar för Adam att nyckeln till kedjan är i badkaret, som tömdes när Adam av misstag sparkade ur pluggen. Adam tar Zeps pistol och försöker skjuta Jigsaw men får elektriska stötar av en dold fjärrkontroll innan han kan få av ett skott. Jigsaw släcker sedan ner rummet och låser in Adam i rummet för att dö.

## Rollista

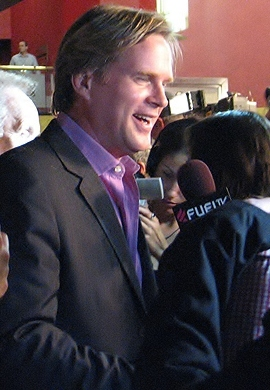
Lawrence Gordon spelas av Cary Elwes.

| Cary Elwes      | – Lawrence Gordon |
| Leigh Whannell  | – Adam Faulkner   |
| Danny Glover    | – David Tapp      |
| Monica Potter   | – Alison Gordon   |
| Michael Emerson | – Zep Hindle      |
| Ken Leung       | – Steven Sing     |
| Makenzie Vega   | – Diana Gordon    |
| Shawnee Smith   | – Amanda          |
| Ned Bellamy     | – Jeff            |
| Mike Butters    | – Paul            |
| Paul Gutrecht   | – Mark            |
| Tobin Bell      | – John Kramer     |

## Utgivning och intäkter
Filmen hade premiär i USA den 29 oktober 2004 och inbringade 18 276 468 amerikanska dollar under första helgen, vilket gav ett genomsnitt på 7 894 dollar på de 2 467 biografer Saw visades på. Vid tillfället rankades filmen som nummer tre i USA, efter The Grudge och Ray. Totalt har filmen inbringat över 103 miljoner amerikanska dollar.
| Utgivningsdatum  | Land           | Intäkter    |
| ---------------- | -------------- | ----------- |
| 29 oktober 2004  | USA            | $55 185 045 |
| 19 november 2004 | Storbritannien | $12 313 847 |
| 20 februari 2005 | Italien        | $6 437 627  |
| 3 februari 2005  | Tyskland       | $4 508 633  |
| 2 december 2004  | Australien     | $3 378 214  |
| 14 mars 2005     | Sverige        | $297 089    |

## Mottagande

### Kritiker
Kritikernas reaktioner var blandade. Rotten Tomatoes rapporterar att 49% av kritikerna gav filmen en positiv recension, baserad på ett urval av 158, med ett genomsnittsbetyg på 5,4 av 10. På Metacritic har filmen ett medelbetyg på 46 av 100, baserat på 32 recensioner. Roger Ebert gav Saw två stjärnor av fyra och kallade den "en effektivt gjord thriller", men "till slut är den inte riktigt värd den pärs den får oss igenom." På IMDb har filmen ett betyg på 7,7 av 10.
Samma kompromisslösa stil som gav upphov till den blandade kritiken har också gett ett starkt följe för filmen, som fått flera uppföljare. På Empire Magazines lista över de 500 bästa filmerna så återfinns den på plats 499. Bloody Disgusting rankade filmen som tia i sin lista över de 20 bästa skräckfilmerna från årtiondet, i artikeln kallade man Saw "kanske den mest inflytelserika skräckfilmen under decenniet, vilken sparkade igång en filmserie... Mot bakgrund av sin futtiga 1 200 000 dollarbudget är filmens kvalitet i förhållande till skräckfilmer med större budget slående. Saw tar också sig själv på allvar, vilket kom som en frisk fläkt efter trenden för mer humoristisk skräck som hade dominerat efter Scream."

### Utmärkelser
Filmen har vunnit ett flertal utmärkelser, bland annat Special Jury Prize och Youth Jury Grand Prize på Fantastic'Arts filmfestival. Saw var även nominerad till två Saturn Awards (varav en för bästa skräckfilm), två Teen Choice Awards och en Satellite Award.